# (31789) 1999 KA15
1999 KA15 (asteroide 31789) é um asteroide da cintura principal. Possui uma excentricidade de 0.16249030 e uma inclinação de 9.45640º.
Este asteroide foi descoberto no dia 18 de maio de 1999 por LINEAR em Socorro.